# Nicolas Vandiest
Nicolas Vandiest (7 juli 1988) is een Belgisch hockeyer.

## Levensloop
Vandiest is tijdens de veldcompetitie actief bij Royal Pingouin HC en tijdens de indoorcompetitie bij Amicale Anderlecht HC.
Daarnaast is hij actief bij het Belgisch zaalhockeyteam. Met de Indoor Red Lions won hij zilver op het Europees kampioenschap van 2018 te Antwerpen.